# Lac Logging
Le lac Logging (en anglais : Logging Lake) est un lac américain dans le comté de Flathead, au Montana. Il est situé à 1 163 mètres d'altitude au sein du parc national de Glacier. Alimenté par la Logging Creek, il fait partie du bassin du Columbia.
Sur les bords sud-ouest du lac Logging se trouve l'ensemble architectural dit Lower Logging Lake Snowshoe Cabin and Boathouse, inscrit au Registre national des lieux historiques depuis le 16 décembre 1986. Son extrémité nord-est accueille quant à elle l'Upper Logging Lake Snowshoe Cabin, inscrite au même registre depuis le 16 février 1986, et tout proche se trouve le district historique de Logging Creek Ranger Station.